# Batalla de Jassin
La batalla de Jassin va ser una batalla de la Primera Guerra Mundial que va tenir lloc entre el 18 i 19 de gener de 1915 a Jassin, en la frontera d'Àfrica oriental Alemanya amb Àfrica oriental Britànica, entre una força de la Schutztruppe alemanya i les tropes britàniques i índies.

## Antecedents
Jassin era un petit poble situat en territori alemany, en la frontera amb l'Àfrica oriental Britànica. Ja a l'octubre de 1914, hi va haver enfrontaments entre les tropes alemanyes i britàniques locals. No és clar quines unitats van participar, sobretot abans de gener 1915. No obstant això, al començament de les hostilitats, la zona fronterera de Jassin estava defensada per la 15a Feldkompagnie i 400 voluntaris àrabs de l'Arabische Korps.
Entre el 30 d'octubre i el 5 de novembre, es va lliurar l'anomenada «primera batalla de Jassin», que va ser bàsicament una sèrie d'escaramusses entre patrulles. Successivament es va traslladar l'Arabische Korps al sud de la ciutat; no és clar si va ser per la manca de confiança dels oficials alemanys que estaven en contra d'aquesta unitat o a causa de la pressió anglesa. La ciutat es va quedar així pràcticament sense vigilància.
Els britànics van decidir aprofitar-se de la situació i, el 25 de desembre es van traslladar dues companyies, al comandament del capità T.O. Fitzgerald, en direcció a la ciutat. En la que va ser coneguda com la «segona batalla de Jassin» les tropes britàniques, al preu de dos morts i tres ferits, van poder ocupar el poble. Els alemanys van perdre un oficial i sis homes. Per a defendre la posició, els britànics van agrupar dues companyies, la 2/Jammu & Kashmir Battalion i la 3/K.A.R., sota el comandament del coronel Raghbir Singh.
El 12 de gener de 1915, la 15a Feldkompagnie va efectuar un atac (la «tercera batalla de Jassin») contra el poble, però van ser rebutjats. Els britànics van tenir cinc homes ferits, mentre que els alemanys van patir quatre morts i vint ferits entre àscaris i europeus.

## Els plans de batalla

### Els plans dels alemanys
Com es desprèn de les seves memòries, el comandant de les forces alemanyes, Paul von Lettow-Vorbeck, va dissenyar un pla per a atraure les tropes britàniques de diversos sectors en un parany. Va decidir centrar-se en Jassin pels seus avantatges logístics i perquè li permetria moure ràpidament les seves tropes de les zones veïnes. A més, els portadors podrien ser reclutats directament de les plantacions locals.
Els moviments de tropes van començar el 16 de gener de 1915. Els soldats van ser traslladats dede de Kilimanjaro fins a Tanga, i després des d'allà directament a Jassin. Finalment, Lettow-Vorbeck va aconseguir concentrar a prop del poble a 244 europeus, 1350 àscari i 400 voluntaris àrabs, amb 23 metralladores. Aquestes tropes es van desplegar uns pocs quilòmetres del poble, amagades a l'enemic.
En total, van participar en l'atac:
- l'11a i la 14a Feldkompagnien, comandades pel Major Keppler.
- la 15a i la 17a Feldkompagnien, comandades pel capità Adler.
- la 9a Feldkompagnien i l'Arabische Korps, comandades pel capità Otto.

A la rereguarda, estaven la 7a Schuetzenkompanie, el Batalló Schultz (format per la 1a, 6a, 13a Feldkompagnien) i l'artilleria (quatre canons de campanya).

### Els plans dels anglesos
Quant als britànics, el seu desplegament a Jassin va ser el resultat d'un pla ideat pel general Wapshare al desembre de 1914; l'objectiu era resoldre el problema dels refugiats causat per les incursions alemanyes al llarg de la frontera.
Per a intentar frenar la situació, va enviar a la zona d'Umba una força de 1.800 soldats amb sis metralladores, al comandament del general Tighe. Les majors concentracions de tropes britàniques van anar a Jassin (tres companyies), Samanja (quatre companyies, a més d'una àrab) i Bwago Mascle (una secció de metralladores). La resta es va quedar com a reserva.
Les tropes britàniques a Jassin consistien en una companyia del 101è Granaders, dues companyies del 2/Jammu & Kashmir Rifles, més altres 60 soldats com a suport. Aquestes unitats estaven formats en gran part per sipais. Degut a les males condicions climàtiques, la guarnició estava malalta i la moral era baixa.

## Batalla
Els alemanys van començar les operacions per a la «quarta batalla de Jassin» a les 5.00 am del 18 de gener.
L'avanç va començar ocupant les diverses posicions britàniques abandonades. El primer contacte amb l'enemic va passar a les 5.15 am, quan van arribar a un poble amb una plantació i que havia estat fortament fortificat. A les 9.00 am, els homes d'Adler van aconseguir ocupar la fàbrica principal als afores de la ciutat, obligant als indis a retirar-se en la ciutat. En aquest combat, els alemanys van sofrir grans pèrdues i el mateix Lettow-Vorbeck va ser lleument ferit.
El comandant britànic, el coronel Singh, va demanar suports i va fer intervenir les tropes de reserva. Però les tres companyies de Samanja que s'havien enviat al rescat van ser bloquejades pel foc de la 17a Feldkompagnie. Els britànics van fer càrregues amb baioneta que van ser rebutjades per la 15a Feldkompagnie. Durant els combat, 40 indis de la guarnició que defensava una plantació de sisal i que van quedar aïllats, van lluitar amb baionetes contra els alemanys i van poder tornar a les seves línies. Mentrestant, el comandament britànic va enviar quatre companyies més i una secció d'artilleria, mentre que tres companyies més es van unir a la 17a Feldkompagnien.
El general de brigada Tighe va ordenar un atac, el qual va ser rebutjat amb grans pèrdues. Una companyia va aconseguir travessar el riu, però va rebre l'ordre de retirar-se. El comandant britànic, però, havia començat a preparar l'atac per a l'endemà i va demanar reforços terrestres i navals. De fet, ell estava convençut que la ciutat de Jassin seria capaç de resistir una setmana més. Però la situació era molt diferent de la zona: el coronel Singh va ser assassinat, i el comandament va passar al capità Hanson. A més, la guarnició estava desmoralitzada i gairebé no quedaven municions (300 bales per home). Els alemanys també anaven escassos de municions, però els britànics no ho sabien.
El 19 de gener, a les 5.00 am, el tinent Frome va començar a bombardejar la ciutat. Les tropes índies van intentar trencar el setge, però l'atac va fracassar. Entre les 7.00 am i les 08.00 am, el comandant britànic es va adonar que la resistència era impossible i va demanar la rendició.

## Conseqüències
Concloses les formalitats de la rendició, els capitans Hanson i Turner van ser rebuts per Lettow-Vorbeck, que els va felicitar per la defensa de la ciutat i els va alliberar amb la promesa que no tornessin a participar en la guerra. Les pèrdues alemanyes van ascendir a 86 morts i 200 ferits. Els britànics van tenir 92 morts i 91 ferits, a més de 276 presoners (400 segons les fonts alemanyes).
Durant la segona part de la jornada van arribar els reforços britànics, comandats per Tighe. Era un destacament de la Royal North Lancashire Regiment i el HMS Weymouth. Aquest últim, el 20 de gener va dur a terme un bombardeig a Jassin però sense aconseguir els efectes desitjats. El vaixell va romandre a la zona fins al 31 de gener esperant un atac alemany, i després es va retirar.
Després de la batalla, les tropes alemanyes estaven esgotades i amb poques municions. D'altra banda, les forces enemigues amb què s'haurien d'enfrontar eren nombroses i fresques. Així que Lettow-Vorbeck va decidir deixar a la ciutat només un parell de companyies i de retirar la major part de les seves forces a la muntanya, explotant així el territori. Els britànics, poc després, van evacuar tota la vall d'Umba.
Després d'aquesta batalla, a causa de les greus pèrdues sofertes (en particular dels oficials, que no podien ser reemplaçats de qualsevol forma), el comandant alemany va decidir limitar-se principalment a les accions de guerrilla, evitant la cerca de la batalla decisiva contra els britànics i concentrant-se en canvi en les operacions contra el ferrocarril d'Uganda. La resposta britànica va ser concentrar les seves forces per a reduir els seus riscos i fer més fàcil la defensa.